# Herbert Härtel (Indologe)

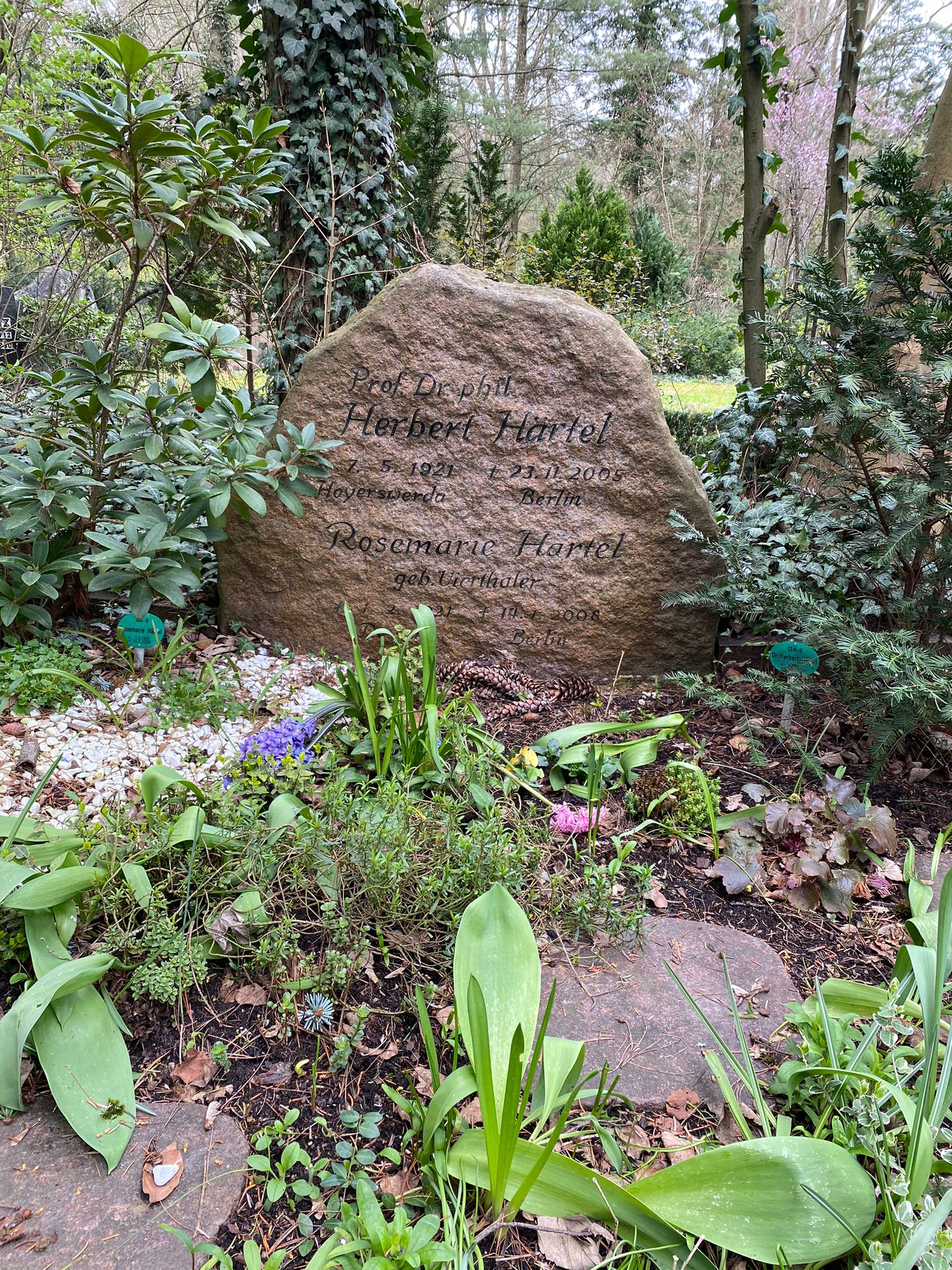
Grabstätte auf dem Parkfriedhof Lichterfelde

Herbert Härtel (* 7. Mai 1921 in Hoyerswerda; † 23. November 2005) war ein deutscher Indologe und Kunsthistoriker. Er war von 1963 bis 1986 Direktor des Museums für Indische Kunst in West-Berlin.

## Leben
Nach dem Studium der Indologie in Halle an der Saale und Göttingen (bei Ernst Waldschmidt), wo er 1953 zum Dr. phil. promovierte, wurde er Leiter der Indischen Abteilung im West-Berliner Museum für Völkerkunde. Er war Gründungsdirektor des Museums für Indische Kunst in Berlin-Dahlem (1963–1986) und Gründungsvorsitzender der Deutsch-Indischen Gesellschaft (DIG) in Berlin (damals Zweiggesellschaft; 1971–1976). Härtel lehrte von 1965 bis zu seiner Pensionierung 1986 als Honorarprofessor Indische Kunstgeschichte an der FU Berlin. Er machte sich um die Organisation der Ausgrabungen in Sonkh (Mathura) und Veröffentlichung von deren Ergebnissen verdient.
Härtel starb 2005 im Alter von 84 Jahren. Er ist auf dem Parkfriedhof Lichterfelde begraben.

## Schriften (Auswahl)
- Karmavācanā. Formulare für den Gebrauch im buddhistischen Gemeindeleben aus ostturkistanischen Sanskrit-Handschriften. Berlin 1956, OCLC 1018234609.
- mit Jeannine Auboyer: Indien und Südostasien (= Propyläen Kunstgeschichte, Band 16). Berlin 1971, verkleinerter Nachdruck 1985, ISBN 3-549-05666-4.
- mit Marianne Yaldız: Die Seidenstraße. Malereien und Plastiken aus buddhistischen Höhlentempeln. Ausstellung des Museums für Indische Kunst Berlin. Selm, Schloß Cappenebrg 14. Mai–2. August 1987; Göttingen, Altes Rathaus 13. September–25. Oktober 1987. Berlin 1987, ISBN 3-496-01042-8.
- Kleine Schriften. Wiesbaden 2018, ISBN 3-447-11115-1.